# Tuberolabium sinapicolor
Tuberolabium sinapicolor là một loài thực vật có hoa trong họ Lan. Loài này được P.O'Byrne & J.J.Verm. mô tả khoa học đầu tiên năm 2007.